# Dawn of Destiny
Dawn of Destiny är ett tyskt power metal-band från Bochum. Bandet bildades 2005 av basisten, vokalisten och huvudsaklige låtskrivaren Jens Faber. Bandet har givit ut nio studioalbum; det senaste, IX, i november 2024.
Live spelar bandgrundaren Faber huvudsakligen bas och står för bakgrundssång, men bidrar i studion även med gitarrspel.

## Historik
Bandet grundades av basisten, gitarristen, bakgrundsvokalisten och låtskrivaren Jens Faber i Bochum 2005. Efter att ha spelat in två demoskivor utkom bandets debutalbum, ...Begins, 2007 på Shark Records, men hade spelats in redan året dessförinnan. På gruppens tre första skivor sjunger Tanja Maul, som dock lämnade bandet 2010 och ersattes av den nuvarande vokalisten Jeanette Scherff.
Genom åren har bandet turnerat och delat festivalscen med bland andra Xandria, Axxis och Sabaton.

## Medlemmar
- Jens Faber – basgitarr, gitarr, bakgrundssång (2005– )
- Dirk Raczkiewicz – keyboard (2005– )
- Veith Offenbächer – gitarr (2006–2014, 2021– )
- Jeanette Scherff – sång (2010– )
- Philipp Bock – trummor (2014– )

## Diskografi
- ...Begins (2007)
- Rebellion in Heaven (2008)
- Human Fragility (2009)
- Praying to the World (2012)
- F.E.A.R. (2014)
- To Hell (2015)
- The Beast Inside (2019)
- Of Silence (2022)
- IX (2024)